# Egesina partealboantennata
Egesina partealboantennata är en skalbaggsart som beskrevs av Stefan von Breuning 1965. Egesina partealboantennata ingår i släktet Egesina och familjen långhorningar.
Artens utbredningsområde är Laos. Inga underarter finns listade i Catalogue of Life.